# Walnut (Illinois)
Pour les articles homonymes, voir Walnut.
Walnut est un village du comté de Bureau dans l'Illinois, aux États-Unis,. Il est incorporé le 23 juin 1900.

## Démographie
Lors du recensement de 2010, le village comptait une population de 1 416 habitants. Elle est estimée, en 2016, à 1 338 habitants.

## Personnalités de Walnut
- Dan Kolb (en), joueur de baseball.
- Don Marquis, humoriste, journaliste, romancier, poète, chroniqueur et auteur dramatique.